# گاردن ویو (پنسیلوانیا)
گاردن ویو (به انگلیسی: Garden View) یک منطقهٔ مسکونی در ایالات متحده آمریکا است که در شهرستان لیکامینگ، پنسیلوانیا واقع شده‌است. گاردن ویو ۲٫۷ کیلومتر مربع مساحت و ۲٬۵۰۳ نفر جمعیت دارد و ۱۶۷ متر بالاتر از سطح دریا واقع شده‌است.